# Astronaut Badge
Unter dem Begriff Astronaut Badge oder Astronaut Wings (deutsch etwa Astronautenabzeichen bzw. Astronautenschwingen) versteht man eine Gruppe von US-amerikanischen Symbolen und Abzeichen, die zur Kennzeichnung von militärischen und zivilen Personen dienen, die eine Raumfahrt unternommen und/oder die dazugehörige Ausbildung durchlaufen haben.
Es existieren mehrere Astronautenabzeichen, die unterschiedlichen Charakter haben und von unterschiedlichen US-Behörden verwendet werden. Die US-Streitkräfte verleihen ihren Angehörigen eigene Astronautenabzeichen, die als Tätigkeitsabzeichen an der Uniform getragen werden. Alle diese Abzeichen finden sich auch an den Namensschildern der von NASA-Astronauten oft getragenen blauen Trainingsoveralls. Kein offizielles Abzeichen ist hingegen die „NASA-Astronauten-Anstecknadel“, die von den NASA-Astronauten selbst eingeführt wurde.

## Voraussetzungen

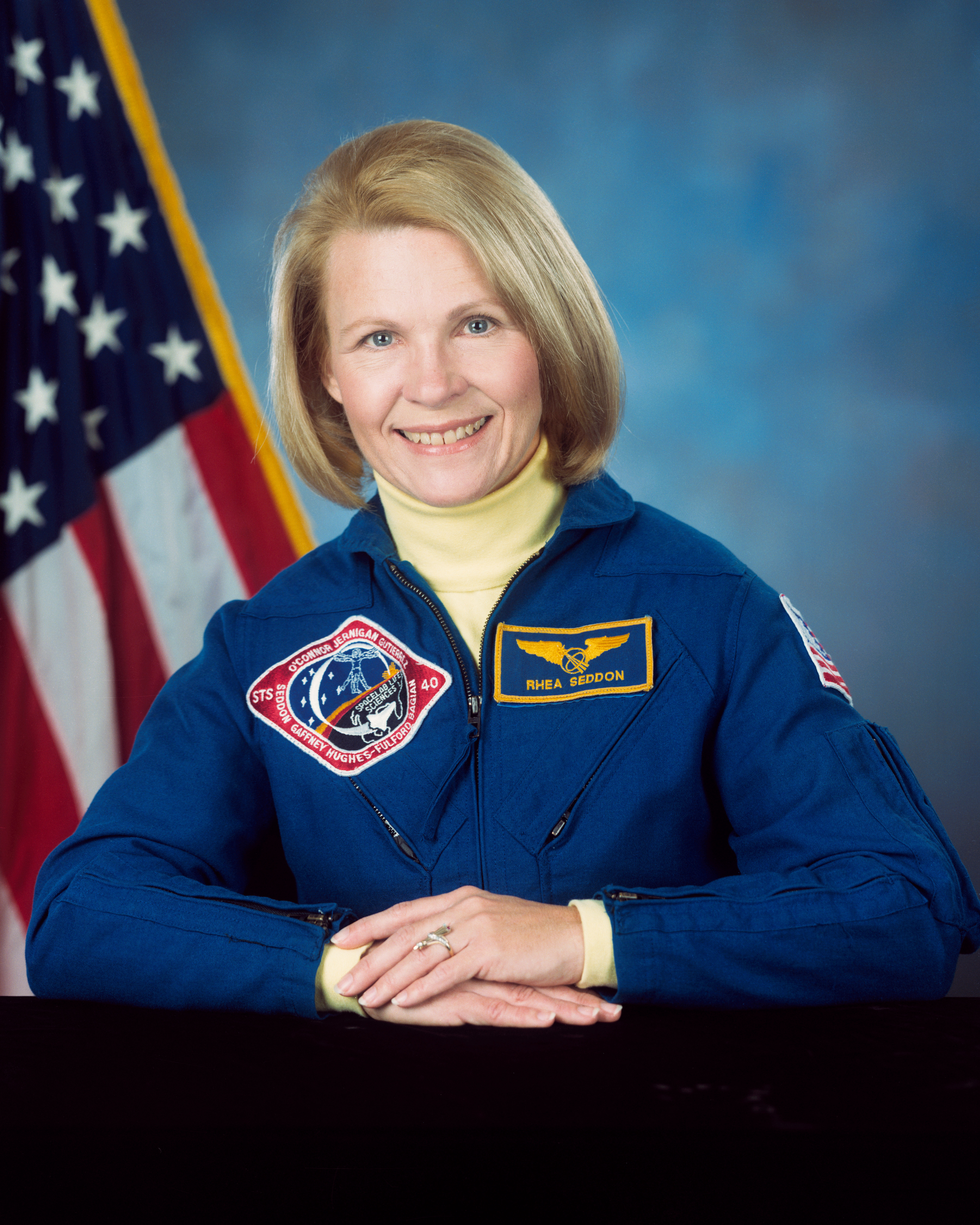
Margaret Rhea Seddon als Missionsspezialistin mit dem NASA-Abzeichen für zivile Astronauten auf dem Namensschild

Nach der Definition des internationalen Luftfahrtverbands (Fédération Aéronautique Internationale) ist ein Astronaut, wer bei einer Mission eine Flughöhe von mehr als 100 Kilometern erreicht hat. Diese Höhengrenze wird auch Kármán-Linie genannt. Bis 2021 diente sowohl der NASA als auch der US-Bundesluftfahrtbehörde (Federal Aviation Administration) die Höhe von 80 Kilometern als Kriterium. Seit 2021 stellt die US-Bundesluftfahrtbehörde noch zusätzliche Anforderungen an den Beitrag zur Mission.
Bei den US-Streitkräften gelten andere Voraussetzungen: Um ein militärisches Astronaut Badge zu erhalten, muss ein Soldat bereits das Fliegerabzeichen der US-Streitkräfte (das Aircrew Badge) besitzen, das Offizieren nach Ende der Flugschule verliehen wird, und zusätzlich an einem Raumflug in mehr als 50 Meilen (80 Kilometern) Höhe über dem Meeresspiegel teilgenommen haben.

## Zivile Abzeichen

### Abzeichen der NASA

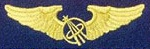
NASA-Abzeichen für zivile Astronauten

Die ersten US-Astronauten waren Mitglieder der Streitkräfte und trugen daher die entsprechenden militärischen Astronaut Badges. Mit der Auswahl der ersten zivilen Astronautenanwärter wurde für sie ein eigenes Abzeichen geschaffen. Dieses ist besonders auf Fotos von Space-Shuttle-Missionsspezialisten häufig zu sehen, in der Regel auf dem Namensschild ihrer blauen Trainingsoveralls. Das Emblem zeigt goldene Flügel, dazwischen eine Sternschnuppe, die durch eine Ellipse (Symbol für eine Umlaufbahn) fliegt. Bis 2004 war dies in den USA das einzige zivile Abzeichen für Astronauten, da alle Männer und Frauen, denen es verliehen wurde, sich das Astronaut Badge durch einen Raumflug der NASA oder – im Fall von sieben Piloten – durch einen Raumflug mit dem Experimentalflugzeug North American X-15 der United States Air Force verdient hatten.

### Abzeichen der FAA

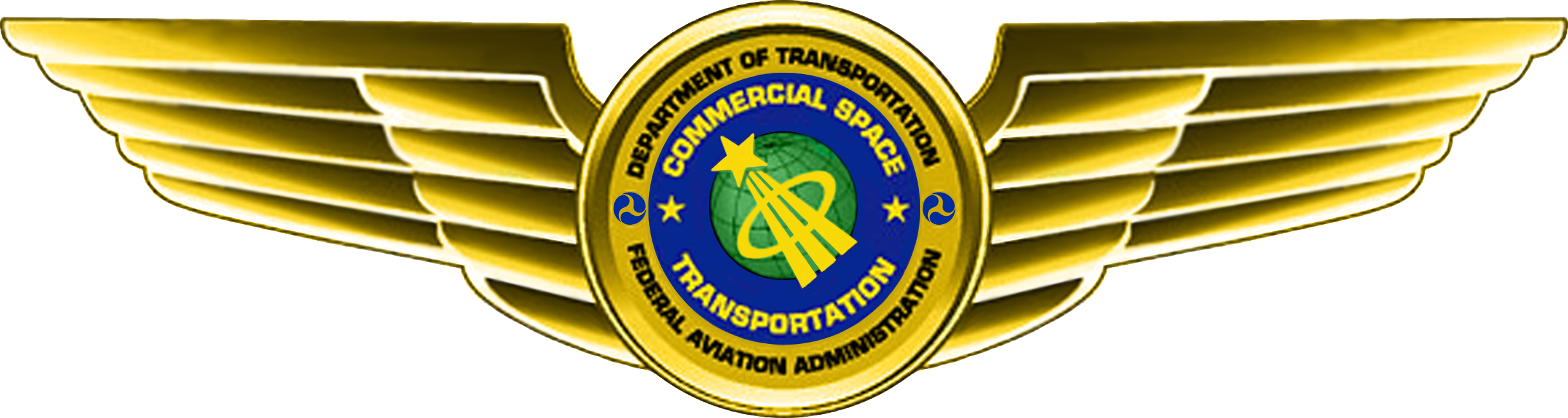
FAA-Abzeichen für zivile Astronauten

Zwischen 2004 und 2021 verlieh die US-Behörde Federal Aviation Administration die Commercial Space Astronaut Wings an Personen, die nach FAA-Regeln höher als 50 Meilen flogen. Die ersten Träger waren die Testpiloten Michael Melvill und Brian Binnie, die mit dem raketengetriebenen Experimentalflugzeug SpaceShipOne von Scaled Composites diese Grenze überschritten. Weitere Abzeichenträger wurden im Jahr 2018 die Virgin-Galactic-Piloten Rick Sturckow und Mark Stucky mit dem Raumflugzeug VSS Unity sowie im Jahr 2019 Beth Moses, Michael Masucci und David Mackay von Virgin Galactic. Ab 2021 erfolgte eine Vielzahl von kommerziellen suborbitalen und orbitalen Raumflügen der Firmen Virgin Galactic, Blue Origin und SpaceX, deren Teilnehmer alle die Commercial Space Astronaut Wings erhielten. Damit sah die FAA die Aufgabe erfüllt, kommerzielle Raumflüge zu fördern und stellte die Verleihung des Abzeichens Ende 2021 ein. Nachträglich wurden noch den beiden Scaled-Composites-Piloten Peter Siebold und Michael Alsbury das Abzeichen verliehen, obwohl sie bei ihren Flügen keine 50 Meilen Höhe erreichtem. Grundlage für die Verleihung war ein Testflug am 31. Oktober 2014, bei dem Alsbury sein Leben verlor. Insgesamt erhielten 30 Personen die Commercial Space Astronaut Wings.

## Militärische Abzeichen

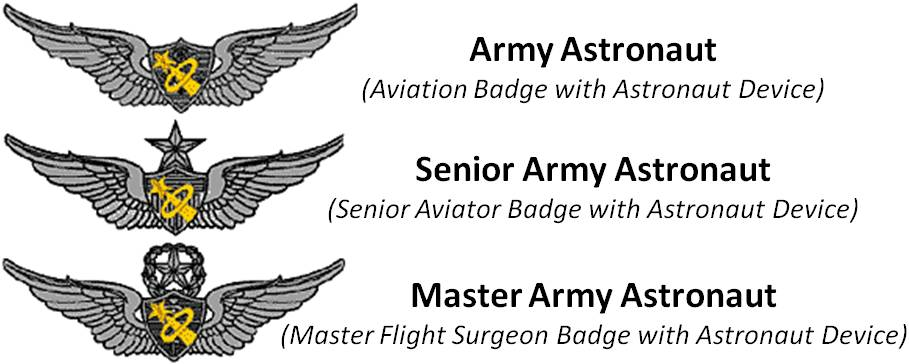
Das Army Astronaut Badge in seinen drei Abstufungen.

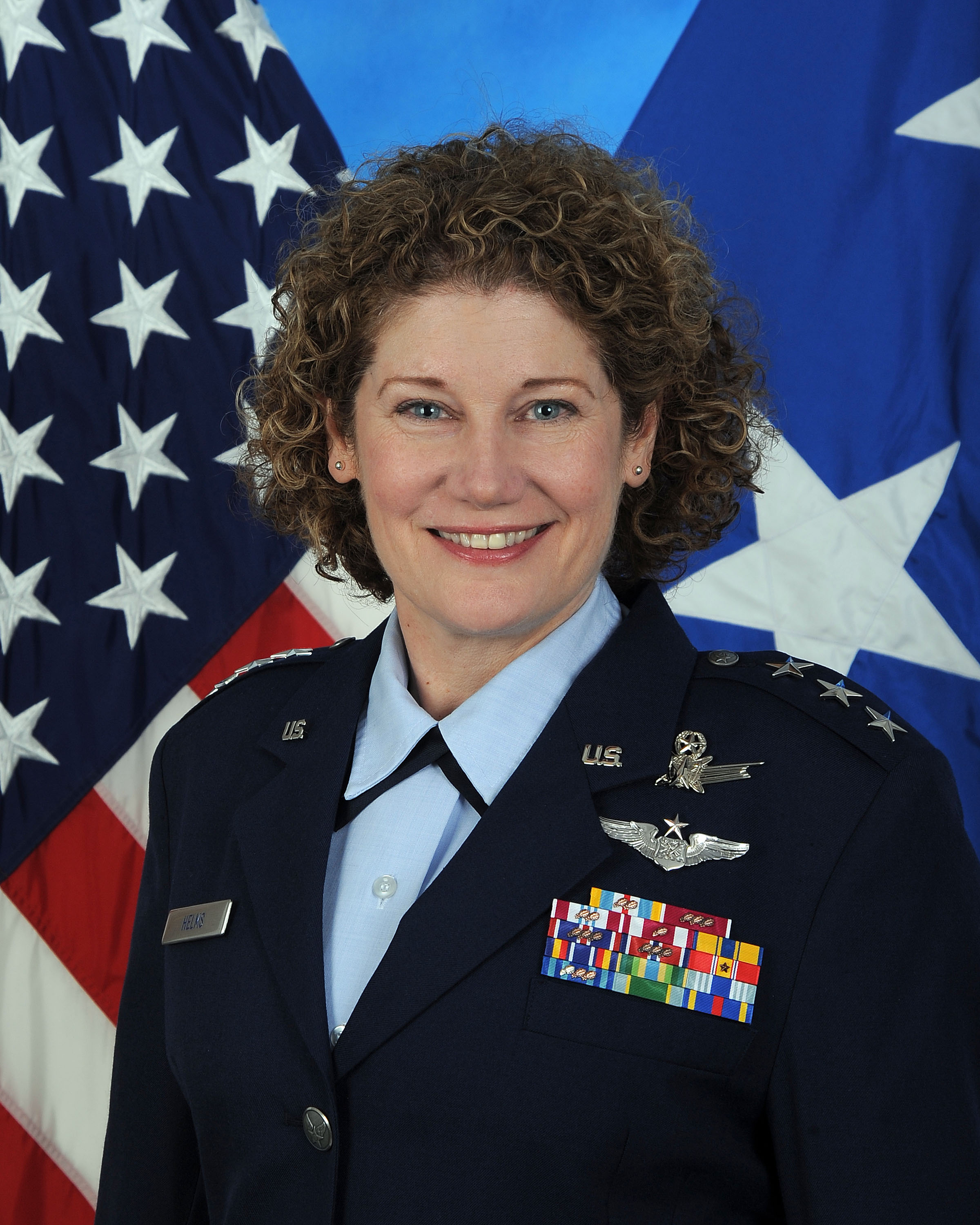
Susan Jane Helms als Lt. Gen. der USAF mit dem Senior-Astronautenabzeichen der USAF

Für Mitglieder der US-Streitkräfte existieren eigene Astronautenabzeichen, die neben den beschriebenen Verwendungen auch als Tätigkeitsabzeichen an der Uniform getragen werden. Jede Teilstreitkraft gibt ihre eigene Version des Astronautenabzeichens heraus. Es besteht aus dem standardmäßigen Fliegerabzeichen (United States Aviator Badge) der Teilstreitkraft, auf dessen Wappenschild sich das Astronautenemblem befindet, eine Sternschnuppe, die durch eine Ellipse (Symbol für eine Umlaufbahn) fliegt. Die Abzeichen der United States Army und der US Air Force werden außerdem in drei Abstufungen verliehen. Das Senior Astronaut Badge zeichnet sich durch einen Stern oberhalb des Wappenschildes aus, das Master/Command Astronaut Badge durch einen Stern mit Lorbeerkranz.

### Abzeichen der US Army
Das am 17. Mai 1983 eingeführte Astronautenabzeichen der United States Army wird in den Abstufungen Army Astronaut, Senior Army Astronaut und Master Army Astronaut verliehen. Hat der Astronaut bisher noch kein Aircrew Badge erhalten, wird ihm zunächst dieses verliehen.

### Abzeichen der US Air Force
Die United States Air Force gibt ihr Astronautenabzeichen in drei Abstufungen heraus: Basic, Senior und Command. Das Abzeichen besteht aus einem standardmäßigen Fliegerabzeichen der U.S. Air Force, auf dem das Astronautenemblem angebracht wird. In der Air Force wird das Astronautenabzeichen nicht als eigenständiges Abzeichen neben den Tätigkeitsabzeichen (als Pilot, Waffenoffizier, Navigator etc.) angesehen, sondern als zusätzliche Beschreibung. Es wird nur nach schriftlicher Bewerbung nach Abschluss einer Raumfahrtmission vom Chief of Staff of the Air Force verliehen. Missionsspezialisten, die die Ausbildung, aber nicht die Mission absolviert haben und kein Abzeichen als Pilot oder Navigator tragen, werden als Observer (deutsch: Beobachter) eingestuft.

### Abzeichen der US Navy, Marine Corps und Coast Guard
Das Astronautenabzeichen für Marineflieger der United States Navy hat keine Abstufungen und besteht aus dem Abzeichen für Marinepiloten (United States Naval Aviator) oder Flugoffiziere der Marine (Naval Flight Officer Insignia) mit einem zentral angebrachten Astronautenemblem.
Astronauten aus dem United States Marine Corps und der United States Coast Guard erhalten die gleiche Ausbildung und die gleichen Abzeichen wie die der Navy.

## Astronauten-Anstecknadel der NASA

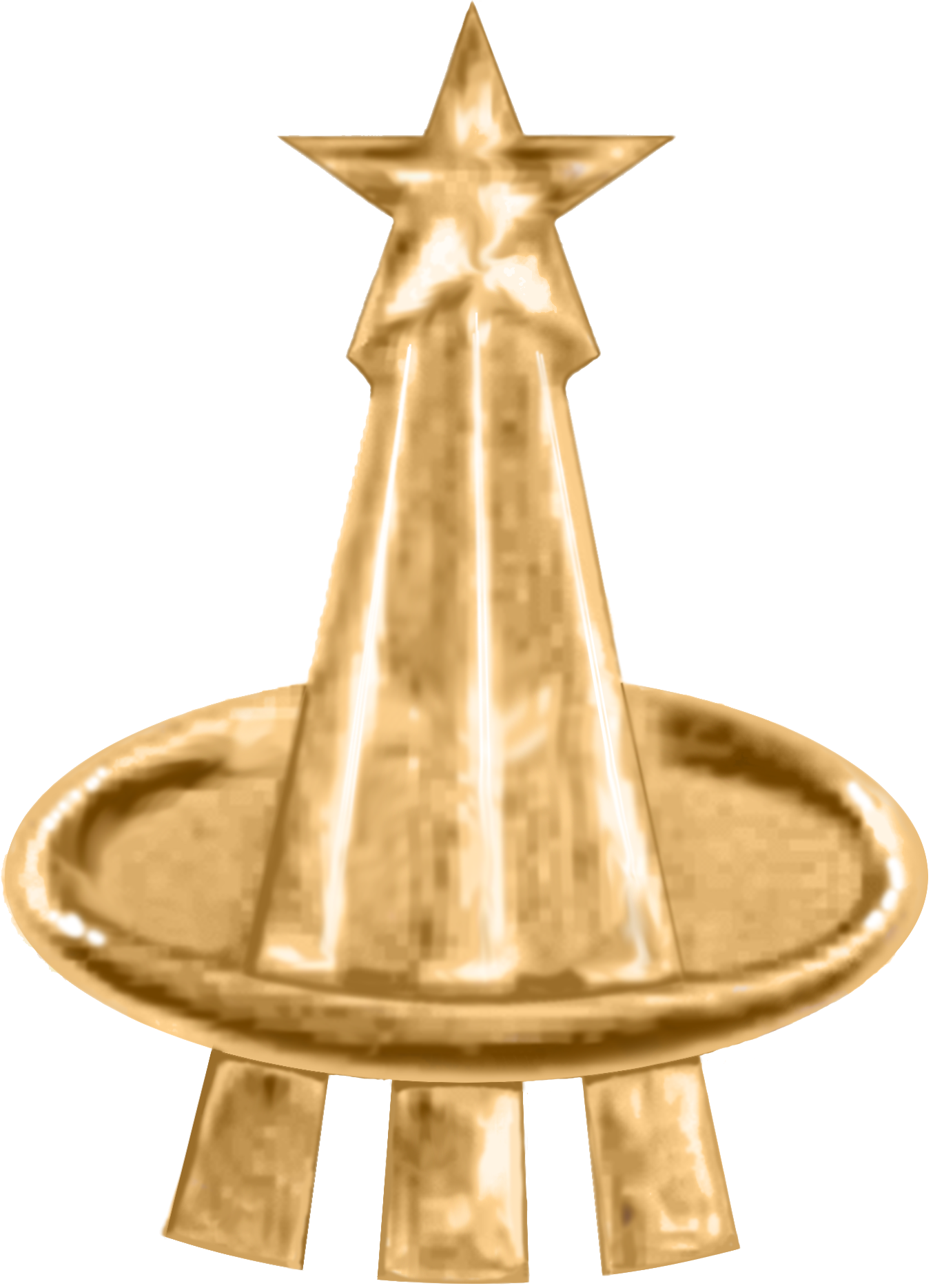
Goldene Astronauten-Anstecknadel

Seit 1963 existiert auch eine Astronaut Pin genannte Anstecknadel, die von den NASA-Astronauten selbst eingeführt wurde und im Gegensatz zu den anderen Astronaut Badges auch auf Zivilkleidung getragen wird. Kandidaten, die die Astronautenausbildung erfolgreich durchlaufen haben, erhalten eine silberne Nadel; haben sie einen erfolgreichen Raumflug absolviert, tragen sie eine goldene Nadel. Alle diese Nadeln sind selbst zu bezahlen. Deke Slayton, der aufgrund medizinischer Probleme von den Mondflügen ausgeschlossen war, erhielt von den Astronauten des Apollo-Programms eine Sonderversion dieser Anstecknadel, die anstatt des Sterns der Sternschnuppe einen Brillanten trug.